# Koeweitse dinar
De dinar is de munteenheid van Koeweit. Eén dinar is duizend fils.
De volgende munten worden gebruikt: 1, 5, 10, 20, 50 en 100 fils. Het papiergeld is beschikbaar in ¼, ½, 1, 5, 10 en 20 dinar.
Vanaf de 8e eeuw werd Iraans en Iraaks geld gebruikt in het gebied van Koeweit. Toen in 1776 de handel van het Ottomaanse rijk over Koeweit werd gevoerd, hebben handelaars uit India zilveren roepies en gouden paisa's ingevoerd. Daarnaast werden er zelfs tot in 1960 zilveren en gouden munten als het Britse pond en de zilveren Maria Thereasa thalers gebruikt. In 1959 werd de tot dan toe belangrijkste munteenheid de Indiase roepie (INR) vervangen door de Perzische Golf-roepie (XPGR) in een verhouding van 1:1.
In 1961 werd de Koeweitse dinar geïntroduceerd met een gelijke waarde als het pond sterling. Vanaf 5 januari 2003 werd de wisselkoers vastgekoppeld aan de Amerikaanse dollar. Op 20 mei 2007 werd deze vervangen door een koppeling van een valutamandje waarmee het land belangrijke economische en financiële relaties heeft. Op die datum was de koers van de dinar versus de Amerikaanse dollar 288,06 fils. Hiermee keerde het land terug naar het wisselkoersbeleid dat gehanteerd werd tussen 1975 en jaareinde 2002. Alleen tijdens de Golfoorlog werd de munteenheid korte tijd in waarde gelijkgesteld aan de Iraakse dinar. Na de bevrijding werd de nieuwe dinar ingevoerd met de waarde van voor de oorlog. Ondanks het valutamandje waaraan de valuta officieel sinds mei 2007 is gekoppeld, is de wisselkoers versus de dollar in de jaren erna heel stabiel geweest. Tussen 2008 en 2016 fluctueerde de munt in een nauwe marge van 280 en 300 fils per US$.